# Phillie Phanatic
Phillie Phanatic ist das Maskottchen des Baseball-Teams Philadelphia Phillies. Es handelt sich um eine große grüne Figur mit viel Fell, die seit dem 25. April 1978 während der Spiele auf und neben dem Spielfeld umherläuft und Späße treibt. Er ist eines der populärsten Maskottchen im amerikanischen Profisport. Seiner fiktiven Entstehungsgeschichte nach handelt es sich um ein Exemplar einer seltenen Vogelart, das von den Galápagos-Inseln nach Philadelphia kam, im Citizens Bank Park lebt und dort zum enthusiastischen Phillies-Anhänger wurde.

## Beschreibung
Phillie Phanatic ist eine grüne Puppe, die vage an einen Vogel erinnert. Auffallend sind ihr trompetenartiger Schnabel und ihr dicker Bauch. Die Puppe ist knapp über zwei Meter groß, hat einen Bauchumfang von 218 cm und trägt Schuhgröße 56.

## Geschichte

### Vorgeschichte und Entstehung
Phillies Vorgänger waren Phil and Phyllis, zwei Figuren in Outfits aus der Kolonialzeit. Sie kamen vor dem Spiel auf das Spielfeld und winkten den Fans zu. Mehr Bewegungen waren auch wegen der schweren und umständlich zu bedienenden Kostüme kaum möglich.
Die Idee für das Maskottchen kam von Danny Lehmann, einem Mitarbeiter im PR-Team der Phillies. Er hatte kurz vorher das San Diego Chicken live im Stadion gesehen. Das selbst erst kurz vorher eingeführte San Diego Chicken war das erste Baseball-Maskottchen, das die ganze Spielzeit über aktiv war, Späße machte, mit Kindern spielte, in den Pausen Streiche spielte und so ein eigenes Unterhaltsprogramm gestaltete. Lehmann schlug vor, ein ähnliches Maskottchen einzuführen, vor allem um mehr Familien mit Kindern ins Stadion zu locken. Da diese Art Maskottchen bisher noch nicht im amerikanischen Profisport eingeführt war, gestalteten sich die ersten Diskussionen um Phillie hitzig und kontrovers.
Insbesondere der damalige Präsident und spätere Eigentümer der Phillies Bill Giles sprach sich gegen das Maskottchen aus. Erst nach längeren Diskussionen am Ende der Saison 1977 konnte Lehmann seine Idee durchsetzen. Die Phillies fanden das Team Bonnie Erickson/Wayde Harrison, die sich kurz vorher mit einer Werkstatt für Puppen aller Art selbstständig gemacht hatten. Erickson hatte vorher für die Muppet Show gearbeitet und dabei unter anderem Miss Piggy erschaffen. Dadurch hatte sie Erfahrung darin, große, unterhaltsame Puppen mit großen Bewegungsradien zu erschaffen. Das Ursprungsdesign kostete 3500 US-Dollar. Die Phillies lehnten es aber ab, das Urheberrecht an der Figur für 1100 US-Dollar dazu zu kaufen. Nachdem der Phanatic erfolgreich war, holten sie diesen Kauf für 200.000 US-Dollar nach.
Die Rolle, die der Phanatic spielen sollte, war anfangs unklar. Giles sagt im Nachhinein, dass er noch keine rechte Idee hatte. Dave Raymond, der erste Darsteller, erinnert sich, dass ihm niemand bei den Phillies Auskunft geben konnte, was er denn nun im Kostüm machen sollte. Die genaueste Aussage kam von Giles und besagt, dass er mit den Zuschauern im Stadion interagieren solle.

### Dave Raymond als Phillie Phanatic (1978 bis 1993)
Dave Raymond hatte zu dieser Zeit gerade sein Studium an der University of Delaware beendet, wo er im American-Football-Team gespielt hatte. Im Sommer 1977 hatte er ein Praktikum in der Geschäftsstelle der Phillies absolviert und die entscheidenden Leute dort erinnerten sich an den lebhaften sportlichen jungen Mann mit der ausgeprägten nonverbalen Kommunikation. Nach eigener Aussage hatte Raymond viele seiner nonverbalen Kommunikationsfähigkeiten von seiner Mutter erlernt. Diese war selbst gehörlos, aktiv in der Gehörlosen-Szene und Lehrerin für American Sign Language.
Phillie trat zum ersten Mal am 25. April 1978 im Veterans Stadium in Philadelphia in einem Spiel gegen die Chicago Cubs auf. Nach Aussagen von damaligen Mitgliedern der Organisation „hatten wir immer noch keine Ahnung, was er denn nun genau machen soll.“ Raymond betrat das Feld nach dem dritten Inning und versuchte die Aufmerksamkeit auf sich zu lenken. Entgegen allen Befürchtungen reagierten die Fans begeistert, nahmen den Phillie Phanatic sofort als zusätzliche Attraktion wahr und feierten ihn. Das Spiel an dem Abend ging 7:0 für die Phillies aus, was der Annahme des Maskottchens bei den Fans auch half. Raymond bekam von den Philadelphia Phillies weitgehend freie Hand in seinen Aktionen, so dass er auch Streiche spielen und rumalbern konnte wie kaum ein anderes Maskottchen. Die Fans liebten ihn dafür.
Phillie Phanatic wurde sofort von den Fans angenommen und war augenblicklich ein großer Erfolg. Allein in den ersten beiden Jahren verkauften die Phillies Merchandise-Artikel für mehrere Millionen Dollar. Nach dem Vorbild von Phillie Phanatic entstanden weitere Maskottchen im Major League Baseball. Zu den einprägsamsten Ereignissen seiner Geschichte gehört die Schlägerei, die sich der Phanatic 1988 mit Tommy Lasorda, dem Manager der Los Angeles Dodgers, lieferte. Der Phanatic hatte am Spielfeldrand eine Nachbildung von Lasorda als Sandsack benutzt, was diesen so aufregte, dass er auf den echten Phillie Phanatic losging.
Raymond spielte den Phanatic bis 1993. Danach arbeitete er einige Jahre in der Erschaffung und Pflege von Maskottchen zusammen mit Harrison/Erickson, den Erschaffern des Phanatic, und hat sich mittlerweile in diesem Bereich selbstständig gemacht. Ursprünglich verdiente er 25 US-Dollar pro Spiel, bis 1993 war sein Gehalt auf 100.000 US-Dollar im Jahr gestiegen.

### Tom Burgoyne als Phillie Phanatic (seit 1993)

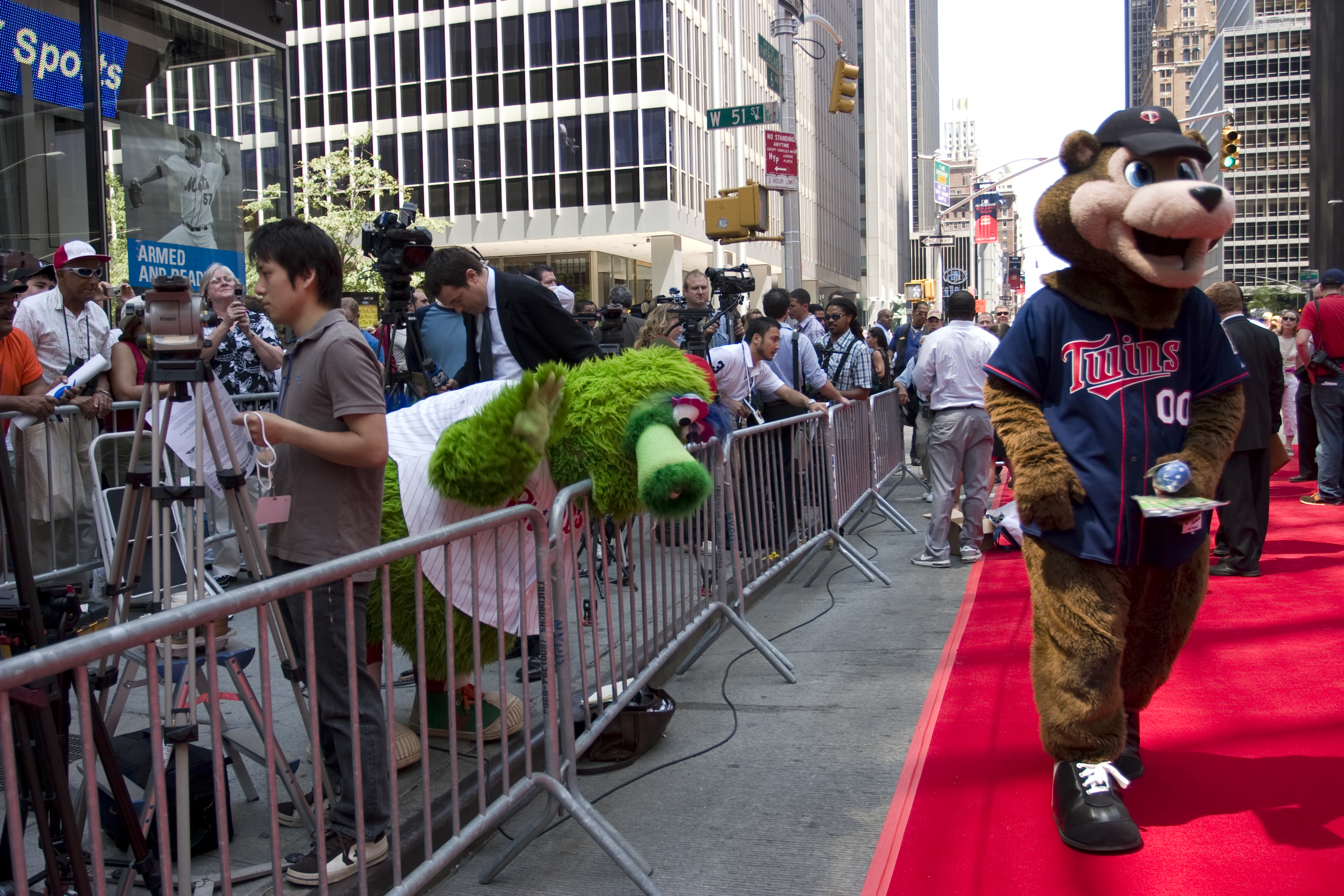
Der Phillie Phanatic macht Scherze am Roten Teppich

Seit 1993 spielt Tom Burgoyne den Phillie Phanatic. Burgoyne wuchs zu einer Zeit auf, in der Maskottchen im Sport bereits eingeführt waren. Er war in seiner Kindheit und Jugend regelmäßiger Besucher in Philadelphias Veterans Stadium und verkörperte schon an seiner High-School das Maskottchen.
In offiziellen Mitteilungen des Teams gilt er aber nur als „Phillie Phanatics bester Freund“. Zu den Aktivitäten, die in den letzten Jahren hinzugekommen sind, gehört die anderthalb Meter lange Hot-Dog-Kanone aus Glasfaser, die Hot Dogs bis auf die höchsten Sitzplätze schießen kann. Diese ist am Quad des Phillie Phanatic angebracht. Dieses holt er aber nur einmal während eines Spiels hervor, um das Besondere an der Aktion zu wahren.
Gelegentlich wird Phillie Phanatic verklagt, meist, weil er aus Versehen jemanden bei einer stürmischen Umarmung oder bei einem anderen Scherz verletzt haben soll. Die größte Strafe, die die Phillies bisher zahlen mussten, waren 2,5 Millionen US-Dollar. Dabei hatte der Phillie Phanatic anlässlich der Eröffnung eines Farbengeschäftes einen Gast zu heftig umarmt, der dadurch dauerhaft an Rückenschmerzen litt.
Burgoyne hat mehrere Bücher über die Phillies geschrieben, die unter seinem eigenen Namen erschienen und den Phanatic nur am Rande erwähnen. Zudem erschienen vier Kinderbücher, in denen Phillie Phanatic eine handelnde Figur ist: The Phillie Phanatic's Happiest Memories (2003 von Tom Burgoyne), The Phillie Phanatic's Moving Day (2003 von Tom Burgoyne), Phillie Phanatics Phanastic Journey (2005 von Tom Burgoyne) und Hello Phillie Phanatic (2007 von Aimee Aryal). Zusammen mit den Philadelphia Phillies startete er das Programm Be a Phanatic about Reading, das Kinder Spaß am Lesen vermitteln soll.
Seit 2002 ist der Phillie Phanatic neben dem San Diego Chicken und Youppi eines von drei Maskottchen, die in der Baseball Hall of Fame stehen. Dabei gab es eine offizielle Zeremonie des Museums. Phillie war so erfolgreich, dass mittlerweile fast alle MLB-Teams solche Maskottchen besitzen.